# Jarrett Grube
Jarrett George Grube (né le 5 novembre 1981 à Corunna, Indiana, États-Unis) est un lanceur droitier de baseball. Il joue en 2014 pour les Angels de Los Angeles d'Anaheim en Ligue majeure de baseball.

## Carrière
Joueur des Tigers de l'université de Memphis, Jarrett Grube est repêché au 10e tour de sélection par les Rockies du Colorado en 2004. Jusqu'en 2009, il évolue en ligues mineures avec des clubs affiliés à cette franchise. Il joue ensuite dans les mineures pour des clubs affiliés aux Mariners de Seattle de 2010 à 2012. En juin 2012, il est mis sous contrat par les Angels de Los Angeles d'Anaheim et assigné à un club-école. Grube passe 10 saisons dans les ligues mineures en plus d'un bref séjour dans le baseball indépendant en 2010 avant de faire ses débuts dans le baseball majeur à l'âge de 32 ans. Celui qui est plus souvent lanceur partant que releveur dans les mineures fait son entrée avec les Angels comme lanceur de relève face aux Athletics d'Oakland le 31 mai 2014. Il lance deux tiers de manche, affronte 3 frappeurs adverses et est victime d'un circuit de Yoenis Céspedes.
Il est mis sous contrat par les Indians de Cleveland le 21 juin 2015.